# Angèle Durand
Angèle Caroline Liliane Josette Marie-José DeGeest, conocida como Angèle Durand  (Amberes, 23 de octubre de 1925-Ausburgo, 22 de diciembre de 2001) fue una cantante y actriz belga. Casada entre 1958 y 1961 con el productor Nils Nobach, posteriormente tuvo una relación sentimental con el presentador y locutor Lou van Burg.

## Biografía
Su verdadero nombre era Angèle Caroline Liliane Josette Marie-José DeGeest, y nació en Amberes, Bélgica. Angèle Durand recibió una educación estricta en un internado para niñas en Bélgica, y a los 15 años actuó por vez primera en el escenario. Fue segunda en una competición artística de aficionados. Tras ello obtuvo compromisos radiofónicos en Bruselas y después para la emisora americana American Forces Network, en Stuttgart. Fue cantante de Jazz por vez primera en la banda del trompetista Rex Stewart. En 1950 cantó en concierto en Bruselas con el legendario Duke Ellington, yendo poco tiempo después de gira con él por Europa. Posteriormente obtuvo algunos compromisos en el espectáculo de variedades así como grabaciones para las emisoras radiofónicas Nordwestdeutscher Rundfunk y Hessischer Rundfunk. Además, trabajó para otras emisoras de Hannover y Hamburgo. Su primer éxito discográfico en Bélgica fue la canción C’est si bon, y en 1950 la versión alemana de la misma alcanzó igualmente el éxito.
En 1951 Durand conoció a su futuro esposo, Nils Nobach, que se convirtió en su productor, y con el cual se casó en 1958. En 1956 obtuvo un nuevo éxito con el tema So ist Paris, que entró en las listas de los discos más vendidos en varios países. Ese mismo año interpretó C’est magnifique, otro hit, y en 1957 Melodie d’amour. Fue una rareza el disco Little Rock, en el cual cantaba con Bibi Johns versiones en alemán del film de Marilyn Monroe y Jane Russell Gentlemen Prefer Blondes.
En 1957 fue una de las estrellas, junto a Maurice Chevalier, en los Jardines Tivoli de Copenhague. A lo largo de su carrera actuó en giras por toda Europa con todos los grandes artistas de la época (entre ellas dos con Zarah Leander), compartiendo escenario con Édith Piaf, Josephine Baker, Peter Kreuder, René Carol, Rudi Schuricke, Liselotte Malkowsky y Erwin Lehn, entre otros. El tema Chanson d'amour, de 1958, fue un éxito de ventas en 1977 de la mano de The Manhattan Transfer. En 1960 hizo un dueto con Rex Gildo interpretando el tema Abitur der Liebe, con el cual optaba al Festival de la Canción de Eurovisión 1960. 
Además de numerosas actuaciones en producciones televisivas, Angèle Durand también participó en los años 1950 y años 1960 en diferentes películas musicales, actuando frente a las cámaras con estrellas como Yves Montand, Cornelia Froboess, Joachim Fuchsberger, Senta Berger, Fred Bertelmann, Karin Dor, Grethe Weiser y Hans Albers, entre otros.
Tras divorciarse en 1961 y cambiar de sello discográfico, obtuvo un nuevo éxito con el tema Ja ich bin die tolle Frau. Con motivo de una gira, conoció al que sería su compañero sentimental, Lou van Burg, del cual fue mánager durante varios años, renunciando a su propia carrera. Pero la relación fracasó. Como apasionada de la cocina, cumplió su sueño dirigiendo durante varios años su propio restaurante, en el cual también cocinaba.
En la década de 1970 inició una segunda carrera artística como actriz teatral. Así, actuó en varias piezas en el Schleswig-Holsteinischen Landestheater (por ejemplo en el estreno mundial de la pieza musical de Peter Kreuder Wedding Mary) y en Gelsenkirchen (en el musical de Peter Kreuder Madame Scandaleuse, así como en El violinista en el tejado, musical en el que encarnaba a Golde), continuando sobre el escenario hasta la siguiente década. También tuvo éxito en París como Mrs. Peachum en La ópera de los tres centavos. En 1980 grabó un LP con canciones de Claire Waldoff, y en 1990, con motivo de sus cincuenta años sobre las tablas, interpretó el disco Wege, die durchs Leben führen y und Denn ich lebe noch. Otros de sus papeles fueron Dolly en Hello Dolly y la madre superiora en Non(n)sense.
Además, en las décadas de 1970, 1980 y 1990 actuó en numerosas galas por toda Alemania, además de una gira con un show en solitario, Das Theater und ich, en el cual cantó temas de varios de sus períodos, contó anécdotas de su vida y recitó diferentes textos. También fue actriz invitada en producciones radiofónicas y televisivas, colaborando, por ejemplo, con RTL Television en 1984 y con Deutschlandfunk en 1993.
Angèle Durand continuó sobre el escenario hasta sus últimos años, aunque la enfermedad le impidió trabajar en la opereta Der Vetter aus Dingsda, representada en Augsburgo. Angèle Durand vivió desde principios de los años 1980 en Düsseldorf, y falleció en Augsburgo, Alemania, en 2001.

## Filmografía
- 1951 : Sous le ciel de Paris
- 1951 : Die Mitternachtsvenus
- 1953 : Käpt’n Bay-Bay
- 1953 : Träume auf Raten (telefilm)
- 1953 : Knallbonbons (telefilm)
- 1954 : Tanz in der Sonne
- 1954 : Ein Mädchen aus Paris
- 1955 : Die Herrin vom Sölderhof
- 1956 : Bonsoir Paris
- 1958 : Der lachende Vagabund
- 1958 : Mit Eva fing die Sünde an
- 1959 : Hula-Hopp, Conny
- 1959 : Die feuerrote Baronesse
- 1959 : Das Nachtlokal zum Silbermond
- 1960 : O sole mio
- 1960 : Schlagerparade 1960
- 1960 : Das Rätsel der grünen Spinne
- 1962 : The Bellboy and the Playgirls
- 1963 : Sing, aber spiel nicht mit mir
- 1982 : Tatort (serie TV), episodio So ein Tag …

## Repertorio musical (selección)
- Der Student von Paris (1954)
- Chihuahu (1954)
- Sailor's Boogie (1954)
- I Love Paris (1955)
- So ist Paris (1956)
- C'est magnifique (1956)
- Johannes (1957)
- Melodie d'amour (1957)
- Je vous adore (1957)
- Che-Lla-Lla (1957)
- Chanson d'amour (1958)
- Bonjour tristesse (1958)
- Rubino (1958)
- Goodnight Monsieur (1958)
- Hula Hopp (1958)
- Die Girls (1958)
- Apple Blossom Time (1959)
- Musik aus dem Himmel (1959)
- Wo die Sonne in das Meer versinkt (1959)
- Im Nachtlokal zum Silbermond (1959)
- Das Leben geht weiter (1959)
- Merci Paris (1959)
- Die Cowboys von der Silver-Ranch (junto con los Nilsen Brothers, 1960)
- Mais oui (1960)
- Ave Maria No Morro (1960)
- Casino de Paris (1961)
- Er macht Musik am Montparnasse (1961)
- Ja, ich bin die tolle Frau (1961)
- Es fährt ein Schiff nach Java (1961)
- C'est si bon
- Meine kleine Herz macht tick-tack für die Liebe
- Pigalle
- Paris, du bist die schönste Stadt der Welt

## Discografía
- 1980 : Angèle Durand – Lieder der Claire Waldoff (Remastering 2000: Bear Family Records)
- 1995 : Angèle Durand – Ja, ich bin die tolle Frau! (Bear Family Records)
- 2000 : Rendezvous mit Angèle Durand (Bear Family Records – Sound of Music)
- 2013 : Angèle Durand – Chanson d'amour – Ihre 50 schönsten deutschsprachigen Lieder (Musictales – Universal)
- 2014 : Und wenn's auch Sünde war – Die grossen Erfolge (Musictales)
- 2014 : Die Cowboys von der Silber-Ranch – Die grossen Erfolge (Musictales)